# Schloss Lešná (Zlín)

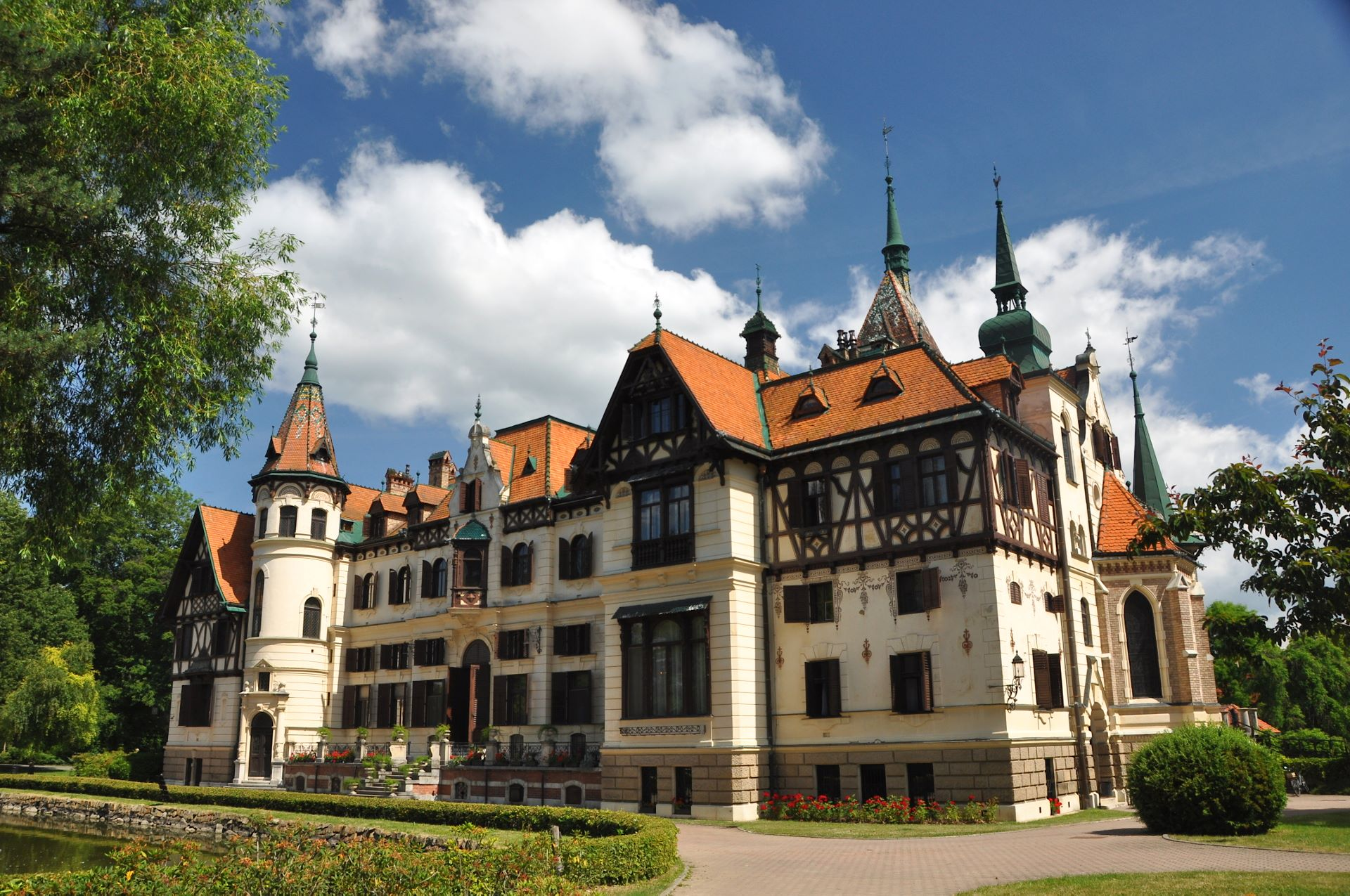
Schloss Lešná

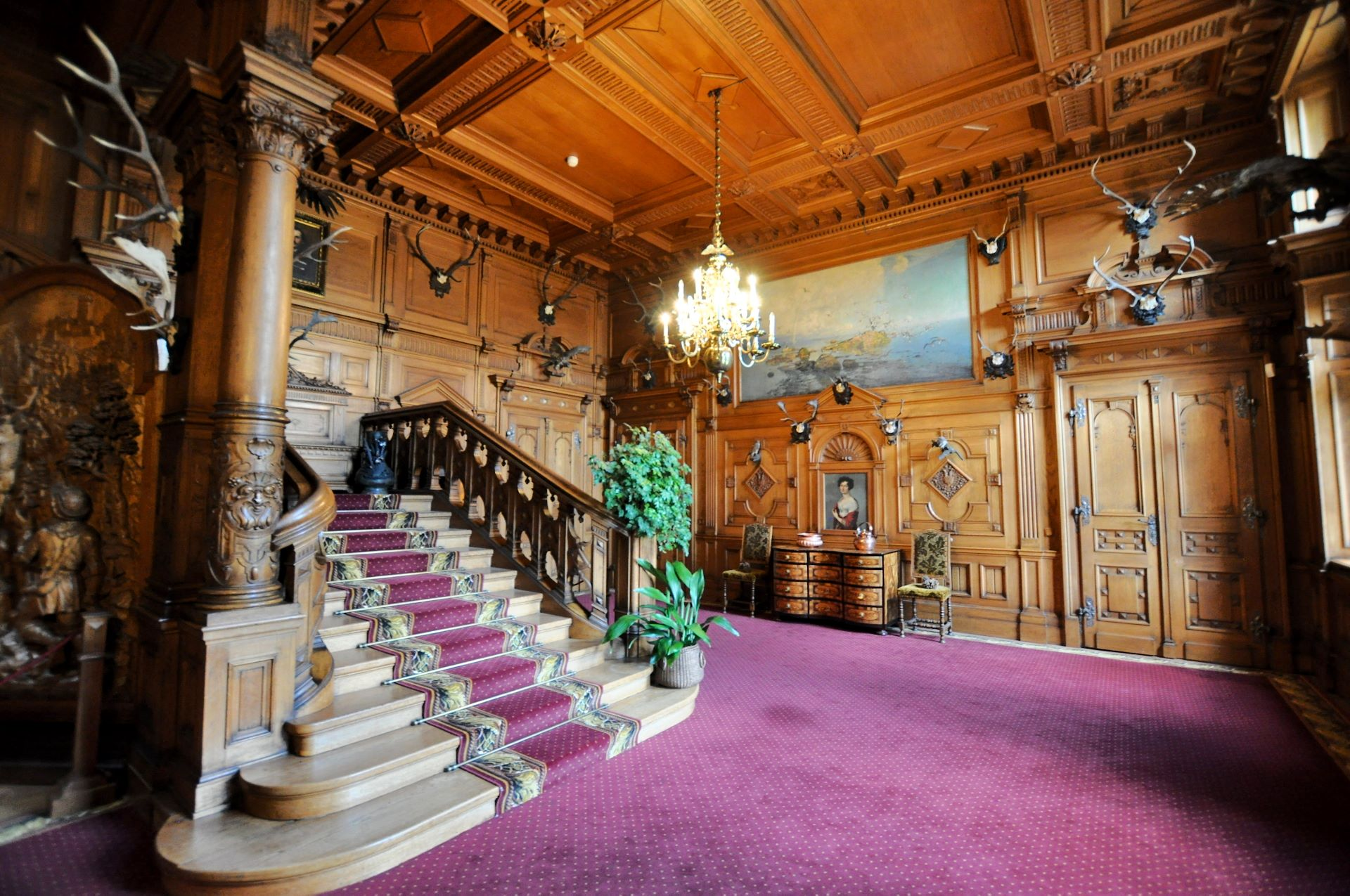
Stiegenhaus

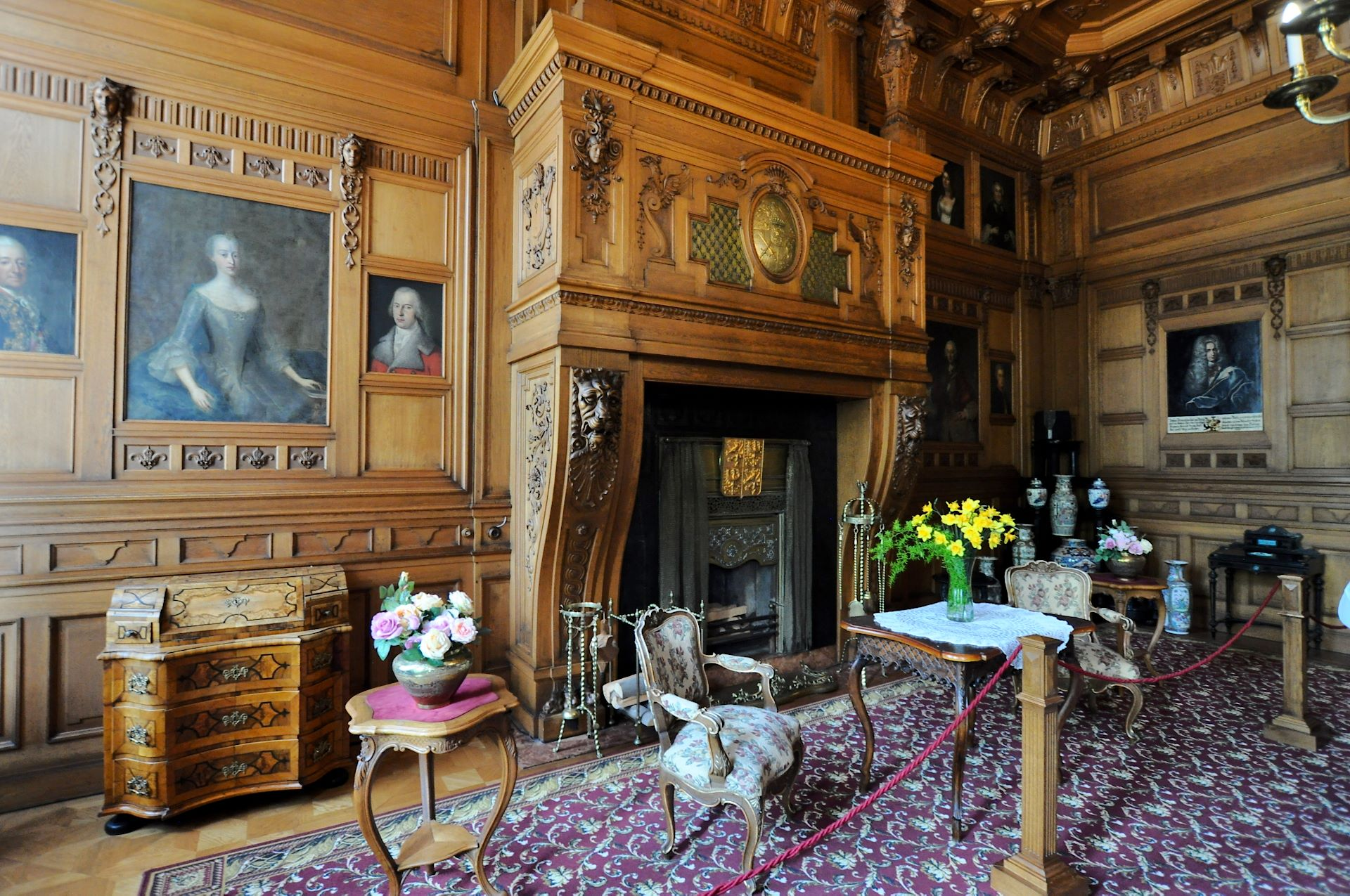
Salon

Das Schloss Lešná (deutsch Schloss Leschna) befindet sich sieben Kilometer nordöstlich der Stadt Zlín auf den Fluren von Štípa in der Freistadtler Senke (Fryštácká brázda) in Tschechien. Das vom Zoo Zlín  umgebene Bauwerk liegt zwischen den Orten Fryšták, Vitová, Lukov, Štípa, Kostelec und Dolní Ves. Im Osten liegt die Talsperre Fryšták.

## Geschichte
Die Herrschaft Freistadtl-Luckow-Kralitz gehörte seit 1724 den Grafen von Seilern. 1751 wurde aus ihr ein Primogenitur-Fideikommiss errichtet. Da die Burg Lukov, auf einem Berg oberhalb von Freistadtl gelegen, bereits um 1750 verlassen worden und die Güteradministration ins Dorf Lukov verlegt worden war, die Burg anschließend zur Ruine verfallen, errichteten sich die Grafen Seilern-Aspang 1887–94 das Schloss Lešná als neuen Herrschaftsmittelpunkt. Sie hielten die Besitzungen in Freistadtl, Luckow und Kralitz bis zur Vertreibung 1945. Sie siedelten dann nach Schloss Litschau im Waldviertel über.
Das Schloss Lešná wurde von 1887 bis 1894 nach den Entwürfen der Architekten J. Micek und Viktor Siedek im Historismus nach dem zur damaligen Zeit modernsten Stand der Technik gebaut. Es besteht aus einem reich gestalteten Dach mit zahlreichen Dacherkern, Türmchen und Schornsteinen sowie Zierläden, Balkonen, Steinbalustraden und Terrassen. Die Inneneinrichtung enthält zahlreiche Schnitzereien und reiche Intarsien. Es werden Porzellan-, Silber-, Gemälde- und Möbelobjekte sowie eine orientalische Sammlung ausgestellt. Die naturwissenschaftlichen Sammlungen des Grafen von Seilern und Aspang betreute Johann Baptist Wiesbaur bis zu seinem Tode als Kustos.
Der 52 Hektar große Schlosspark mit altem Baumbestand wurde 1884–1888 im englischen Stil angelegt. In ihm befand sich bis Kriegsende 1945 ein Tierpark des Grafen Josef von Seilern und Aspang. An seiner Stelle entstand 1948 der „Zoo Lešná“, in dem heute 240 Tierarten, darunter zahlreiche Vögel sowie Elefanten, Giraffen, Nashörner und Gorillas gehalten werden.